# Hilarempis gubernator
Hilarempis gubernator är en tvåvingeart som beskrevs av Collin 1933. Hilarempis gubernator ingår i släktet Hilarempis och familjen dansflugor. Inga underarter finns listade i Catalogue of Life.